# Hans-Peter von Ah
Hans-Peter von Ah (* 24. Juni 1941 in Sachseln; †  16. Oktober 2011 in Luzern) war ein Schweizer Bildhauer und Maler. Er schuf vorwiegend Plastiken und Skulpturen, auch als Kunst am Bau. Daneben fertigte er Aquarelle, Zeichnungen und gestaltete Mosaike. Viele seiner Kunstwerke sind im öffentlichen Raum platziert. Von 1966 bis 2006 war er Fachlehrer an der Höheren Schule für Gestaltung Luzern.

## Leben
Hans-Peter von Ah absolvierte eine Lehre als Holzbildhauer und besuchte daneben als Hospitant die Kunstgewerbeschule Luzern. Ab Ende 1960 studierte er an der Akademie der bildenden Künste Wien bei Fritz Wotruba, wo er 1963 einen Anerkennungspreis erhielt und 1965 mit dem Diplom als akademischer Bildhauer abschloss. Im Wintersemester 1963/1964 hatte er einen Lehrauftrag an der Kunstgewerbeschule Luzern, von 1966 bis 2006 war er dort Fachlehrer.

## Werk
Bis 1974 suchte er mit abstrahierenden Torsi einen eigenständigen Zugang zum Thema menschlichen Figur. In einer zweiten Phase goss er diese in den Grundfarben in Polyester. Im Sommer 1975 reist er in der Toskana, wo er Alabasterskulpturen und deren Paraphrasierung in Aquarellen schuf. Danach liess er sich in dem Weiler Stuben in Ebikon nieder. 1975 erhielt er den Auftrag für die Platzgestaltung für die neue Kantonsschule Zug.  Dies löste bei ihm eine Neuorientierung hin zur Kunst im öffentlichen Raum aus.
Ab 1987 gestaltete von Ah zahlreiche Chorräume in katholischen Kirchen mit liturgischem Mobiliars, beweglichen Gegenständen und auch dem Konzept der Bodenzeichnung und der Stufenführung.
Von Ah gestaltete drei 20-Franken-Gedenkmünzen: 2001: Kloster Müstair, 2002: Kloster St. Gallen und 2005: Kapellbrücke Luzern.

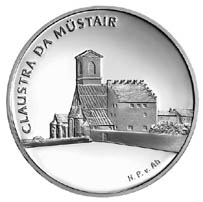
Vorderseite 2001
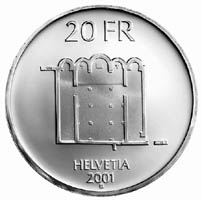
Rückseite 2001
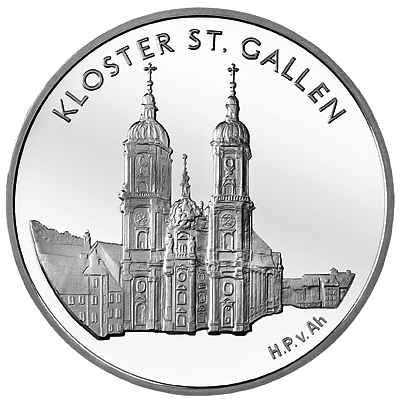
Vorderseite 2002
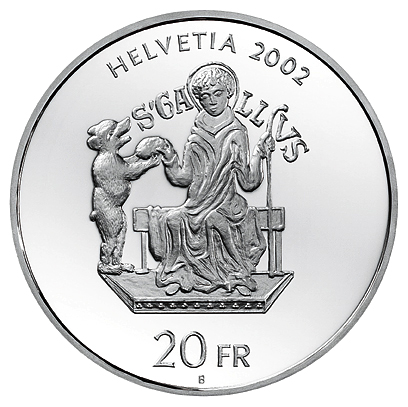
Rückseite 2002
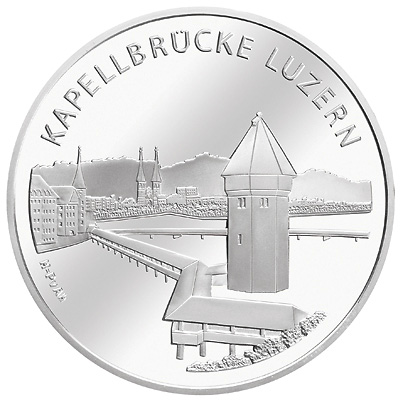
Vorderseite 2005
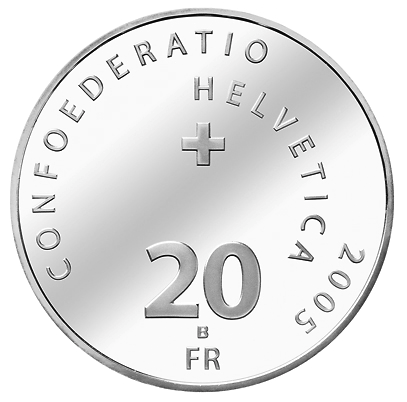
Rückseite 2005

## Mitgliedschaften
Von 1984 bis 1996 war von Ah Mitglied der Eidgenössischen Kunstkommission und von 1991 bis 2002 Vizepräsident der Luzerner Kunstgesellschaft, deren Interimspräsident er 1994/195 war. Von 1988 bis 1995 war er Mitglied des Vorstandes des Schweizerischen Werkbundes (SWB), Ortsgruppe Innerschweiz, ebenso war er Mitglied der Gesellschaft Schweizerischer Maler und Bildhauer (GSMBA) und bei der Schweizerischen St. Lukas-Gesellschaft (SSL).

## Ausstellungen
Seine Aquarellblätter mit zahlreichen skulpturalen und architektonischen Studien wurden an Ausstellungen im In- und Ausland präsentiert, so beispielsweise 1975 im Aargauer Kunsthaus Aarau, 1975 bei der Schweizerischen Plastikausstellung Biel, 1994 im Nationalmuseum Danzig und im Kunstmuseum Olten.
In der Monografie von Fabrizio Brentini sind 70 Werke aufgeführt, die von Ah von 1964 bis 1996 für den öffentlichen Raum geschaffen hat, darunter seine Platzgestaltung vor der Kantonalbank im Luzerner Stadtzentrum von 1991.

## Auszeichnungen
- 1963 Anerkennungspreis der Akademie der bildenden Künste Wien
- 1974 Anerkennungspreis der Stiftung Pro Arte, Bern